# Richarville
Richarville település Franciaországban, Essonne megyében. Lakosainak száma 388 fő (2022. január 1.). Richarville Les Granges-le-Roi, Authon-la-Plaine, Boutervilliers, Corbreuse, La Forêt-le-Roi és Plessis-Saint-Benoist községekkel határos.

## Népesség
A település népessége az elmúlt években az alábbi módon változott:
| Lakosok száma | 400  | 401  | 405  | 397  | 395  | 393  | 391  | 391  | 388  |
|               | 2013 | 2015 | 2016 | 2017 | 2018 | 2019 | 2020 | 2021 | 2022 |